# Republicair

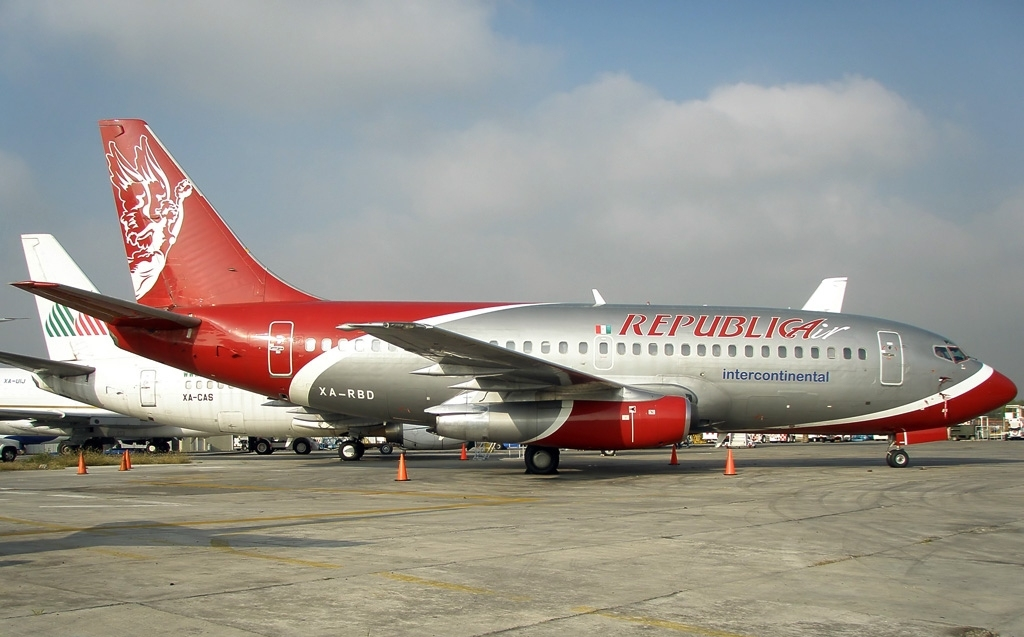
Un RepublicAir Boeing 737-277 (XA-RBD) en el Aeropuerto Internacional de la Ciudad de México.

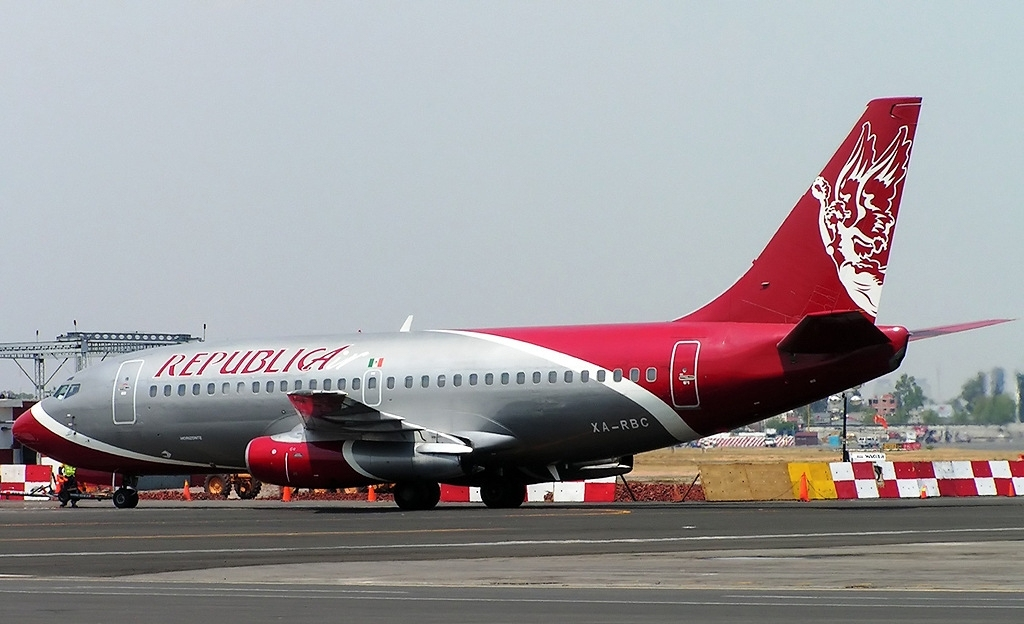
Un RepublicAir Boeing 737-277 (XA-RBC) en el Aeropuerto Internacional de la Ciudad de México.

RepublicAir fue una aerolínea mexicana fundada en el 2004. Tiene su sede en el Aeropuerto Internacional de Toluca, en la ciudad de Toluca, México. La DGAC prohibió sus operaciones a RepublicAir en abril de 2007, pero a partir de julio de 2007 regresaron y reiniciaron operaciones con un solo Boeing 737-200.

## Servicios
Vuelos charter para grupos, incentivos y congresos. Los vuelos programados iniciaron el 15 de diciembre de 2006 a los siguientes destinos:
- Tapachula
- Tepic
- Tijuana

Y también tiene vuelos chárter a Centroamérica:
- Ciudad de Guatemala, Guatemala

## Flota
La flota principal de la línea de vuelo de RepublicAir incluía los siguientes aviones (al 8 de noviembre de 2008):
- 2 Boeing 737-277 Advance XA-RBC XA-RBD